# Dom przy ul. Rwańskiej 6 w Piotrkowie Trybunalskim
Dom przy ul. Rwańskiej 6 – zabytkowy budynek w Piotrkowie Trybunalskim na Starym Mieście przy ul. Rwańskiej 6, należący do parafii ewangelicko-augsburskiej w Piotrkowie.
W 1795 ewangelicy objęli budynek dawnego kościoła katolickiego, będący częścią byłego klasztoru pijarów, który pozostawał nieużytkowany po przenosinach pijarów do kolegium pojezuickiego. Ewangelicy zaadaptowali obiekt na świątynię ewangelicko-augsburską. W 1830 ewangelicy dokupili od księży pijarów działkę sąsiadującą z kościołem z przeznaczeniem na mieszkanie pastora, jednak z powodu braku funduszy rozpoczęcie budowy przedłużało się. Budynek został ukończony w 1846. Funkcję domu parafialnego parafii ewangelicko-augsburskiej w Piotrkowie pełni do dziś. Od 1851 w budynku działała szkoła prowadzona przez Bogumiła Rondthalera, przeniesiona następnie do budynku na rogu ul. Wojska Polskiego i ul. Mickiewicza.
Obiekt wpisany jest do rejestru zabytków pod numerem 674 z 12.09.1967. Znajduje się też w gminnej ewidencji zabytków miasta Piotrkowa Trybunalskiego.